# Samsung Galaxy A14
I Samsung Galaxy A14 e A14 5G sono due smartphone di fascia media prodotti da Samsung, facente parte della serie Samsung Galaxy A.

## Caratteristiche tecniche

### Hardware
Il Galaxy A14  è uno smartphone con form factor di tipo slate, le cui dimensioni sono di 167,7 × 78 × 9,1 millimetri e pesa 201 grammi. Il frame laterale ed il retro sono in plastica.
Il dispositivo è dotato di connettività GSM, HSPA e LTE, di Wi-Fi 802.11 a/b/g/n/ac con supporto a Wi-Fi Direct e hotspot, di Bluetooth 5.1 con A2DP e LE, di GPS con A-GPS, BDS, GALILEO, GLONASS e QZSS e di NFC (solo in alcuni mercati). Ha una porta USB-C 2.0 ed un ingresso per jack audio da 3,5 mm.
È dotato di schermo touchscreen capacitivo da 6,6 pollici di diagonale, di tipo PLS LCD Infinity-V con aspect ratio 20:9, angoli arrotondati e risoluzione FHD+ 1080 × 2408 pixel (densità di 400 pixel per pollice).
La batteria ai polimeri di litio da 5000 mAh supporta la ricarica rapida adattiva a 15 W e non è removibile dall'utente.
Il chipset è un Samsung Exynos 850. La memoria interna, di tipo eMMC 5.1, è di 128 GB, mentre la RAM è di 6 GB.
Il sensore per la scansione delle impronte digitali è integrato nel tasto di accensione/spegnimento.
La fotocamera posteriore ha 3 sensori disposti verticalmente, uno principale da 50 Megapixel con apertura f/1.8, uno da 5 MP macro e uno da 2 MP di profondità, è dotata di autofocus, modalità HDR e flash LED, in grado di registrare al massimo video Full HD a 30 fotogrammi al secondo, mentre la fotocamera anteriore è da 13 MP e registra video in Full HD a 30 fps.

### Software
Il dispositivo è stato immesso sul mercato con Android 13 ed interfaccia utente personalizzata One UI Core 5.1.

## Varianti

### Galaxy A14 5G
Il Galaxy A14 5G presenta le medesime caratteristiche della variante 4G, seppur con qualche differenza: oltre la connettività 5G, lato processore troviamo il MediaTek Dimensity 700 o Samsung Exynos 1330, accoppiato a 64/128 GB di memoria interna e 4/6/8 GB di RAM, Bluetooth 5.2, fotocamera macro da 2 MP (invece di 5 MP) e supporto al refresh rate fino a 90 Hz. Viene presentato con Android 13 e One UI Core 5.0.